# Yated Neeman
Yated Ne'eman (en hebreo: יתד נאמן) (en español: "Base Leal") es un periódico israelí en idioma hebreo con sede en Bnei Brak. La edición en hebreo se publica todos los días excepto el día de reposo judío, el sábado. También tiene una edición semanal en inglés, se distribuye por Israel, Sudáfrica e Inglaterra desde diciembre de 2006. El periódico refleja una línea editorial conservadora, de hecho, es considerado como el segundo principal diario de los judíos ultraortodoxos (tras el periódico Hamodia), además Yated Neeman asegura ser el único periódico a nivel mundial cuyo contenido es supervisado en su totalidad por rabinos.